# Thung Yai
 (janvier 2018).
Si vous disposez d'ouvrages ou d'articles de référence ou si vous connaissez des sites web de qualité traitant du thème abordé ici, merci de compléter l'article en donnant les références utiles à sa vérifiabilité et en les liant à la section « Notes et références ».
Le sanctuaire de faune de Thung Yai (en thaï : เขตรักษาพันธุ์สัตว์ป่าทุ่งใหญ่นเรศวร, thung yai signifiant « plaines ») est une région protégée de la Thaïlande. Située au nord de la province de Kanchanaburi et au sud de la province de Tak.
Créé en 1974, il est aussi déclaré patrimoine mondial de l'humanité par l'UNESCO en 1991 en même temps que le sanctuaire de faune de Huai Kha Khaeng voisin en raison de la biodiversité.
Thung Yai a alors une superficie de 3647 km2 (364 700 ha soit 2 279 500 rai) :  
- Il y a Thung Yai Ouest (2130 km2 soit 213 000 ha ; 1 331 062 rai) dans lequel on dénombre 69 espèces de mammifères, 308 espèces d'oiseaux, 19 espèces de reptiles et 15 espèces d'amphibiens ;
- et il y a Thung Yai Est (1517,5 km2 soit 151 750 ha ; 948 438 rai) dans lequel on compte 82 espèces de mammifères, 314 espèces d'oiseaux, 74 espèces de reptiles et 45 espèces d'amphibiens.

Huai Kha Khaeng a une superficie de 2575 km2 (257 464 ha soit 1 609 150 rai) depuis 1986 et dès 1993 une superficie 2780 km2 (278 000 ha soit 1 737 587 rai) et on y trouve 85 espèces de mammifères, 472 espèces d'oiseaux, 104 espèces de reptiles et 49 espèces d'amphibiens.

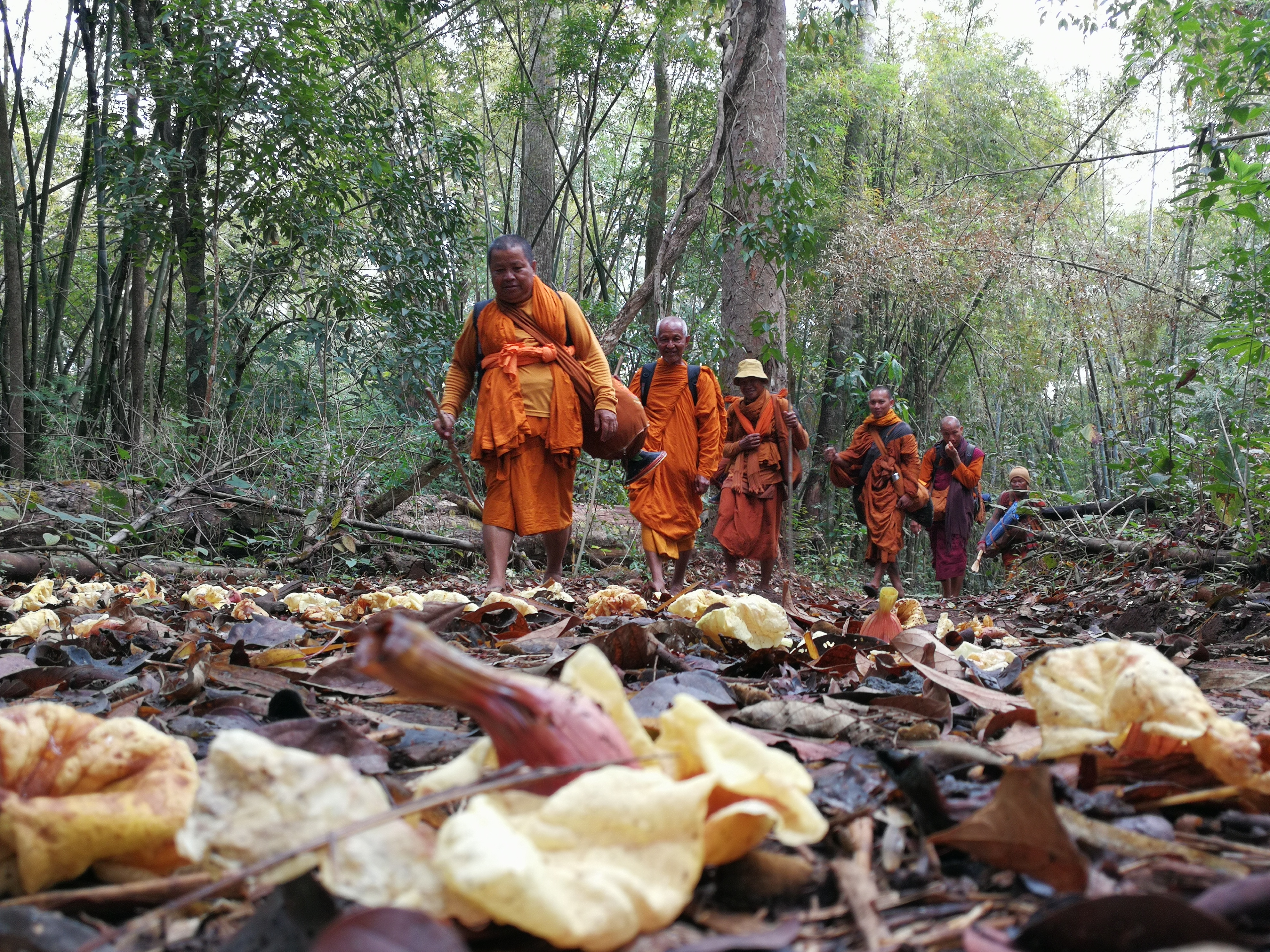
Bonzes marchant dans les forêts des réserves de faune de Thung Yai-Huai Kha Khaeng classées au patrimoine de l'Humanité

Les sanctuaires de faune de Thung Yai-Huai Kha Khaeng forment la région protégée la plus grande de l'Asie du Sud-Est continentale, couvrant ainsi environ 6427 km2 soit 642 700 hectares ou 4 017 087 rai (avec la réserve de la forêt de la rivière Nam Choan de 447 km2 soit 44 720 ha). Ce sont des sanctuaires difficiles d'accès et bien préservés, constitués d'un grand nombre de vallées et de petites plaines dont le fond se situe entre 250 et 400 m au-dessus de la mer et de près de 80 pics  culminant à plus de 1000 m d'altitude dont le Khao Thai Par peak à 1811 m dans le sanctuaire de Thung Yai et le Khao Pai peak à 1678 m dans le sanctuaire de Huai Kha Khaeng. Ces deux sanctuaires de faune englobent deux systèmes fluviaux importants, le haut Khwae Yai et le Khakhaeng Huai. La faune des sanctuaires de Thung Yai-Huai Kha Kaeng compte environ 120 espèces de mammifères, 400 espèces d'oiseaux, 96 espèces de reptiles, 43 espèces d'amphibiens, et 113 espèces de poissons d'eau douce. Il y a probablement plus d'espèces encore, mais non recensées.

## Histoire
Le roi Naresuan d'Ayutthaya en fit sa base à deux reprises, en 1590 et en 1605, pour se préparer pour une invasion de la Birmanie. Le site fut plus tard nommé Thungyai Naresuan, signifiant « le grand champ (la grande prairie) de Naresuan ».
La région étant peu peuplée et les collines couvertes de forêt n'étant pas favorables à l'agriculture ; elle est encore infestée de moustiques vecteurs du paludisme. Pour cette raison, l'environnement n'a presque pas été touché, le laissant à peu près vierge de contact humain.

## Climat
Le climat du sanctuaire est tropical ou subtropical selon l'élévation. La température moyenne varie entre 15 et 35 °C en été, entre 20 et 33 °C pendant la saison des pluies, et entre 10 et 29 °C pendant la saison sèche. Les précipitations annuelles sont de 2 000 ml.

## Flore et faune

### Flore
Les principaux types de végétation à Thung Yai sont des forêts à feuillage persistant (54 900 hectares), des forêts sèches à feuillage persistant (164 100 hectares), des forêts mixtes caduques (164 000 hectares), des forêts sèches de diptérocarpes (3 600 hectares), des forêts de savane (9 900 hectares), des savanes (3 900 hectares) et des régions cultivées (15 400 hectares).
Les forêts tropicales à feuillage persistant sont composées d'arbres et arbustes caractéristiques dipterocarpus turbinatus et vatica harmandiana, baccaurea ramiflora, polyalthia viridis et walsura trichostemon ... ainsi que d'arbres et arbustes que l'on trouve aussi dans les forêts mixtes caduques comme l'afzelia xylocarpa et le pterocarpus macrocarpus ; il y a de plus des plantes herbacées à fleurs alpinia, boesenbergia et zingiber, des fougères, des lianes et des orchidées.
Les forêts tropicales mixtes caduques sont constituées d'arbres et arbustes afzelia xylocarpa, bombax anceps, lagerstroemia cuspidata et pterocymbium tinctorium ... et de bambous bambusa bambos et tryrsostachys siamensis. Ce sont des forêts ouvertes aux lianes abondantes.
Les forêts tropicales sèches de diptérocarpes sont peuplées des caractéristiques arbres émergents géants shorea obtusa, shorea siamensis ... et d'une multitude de dipterocarpes dont le dipterocarpus obtusifolius.
Les forêts tropicales humides de montagne, à plus de 1000 m d'altitude, ont en particulier des arbres castanopsis.
Le sanctuaire de faune de Thung Yai Est est célèbre pour sa grande prairie de plaine remarquable et sans égale dans la région : c'est une jungle-savane d'herbes hautes (jusqu'à 2 à 3 mètres de haut) parsemée de quelques arbres, très bien préservée, située à environ 800 m d'altitude et couvrant près de 100 km2 (superficie de la ville de Paris). Ces prairies portent les noms de Thung Yai, Thung Krating, Thung Rueri et Thung Mongdong ... La jungle de Thung Yai, la plus vaste avec ses quelque 10 km2 (superficie d'une petite commune), est constituée d'une savane très sèche d'herbes, de plantes à fleurs dont de jolies fleurs roses curcuma sessilis , de palmiers phoenix acaulis et d'arbres cycas pectinas et cycas siamensis ...

### Faune
Le sanctuaire est assez grand pour y abriter quelques grands mammifères, souvent rares ou absents du reste de la Thaïlande : des tigres d'Indochine, des panthères d'Indochine (ou léopards d'Indochine) dont des panthères noires ainsi que des panthères nébuleuses ; des dholes (ou "chiens sauvages d'Asie") ; des ours des cocotiers et des ours noirs d'Asie ; des éléphants d'Asie ; des tapirs de Malaisie ; des rhinocéros de Sumatra ; des gaurs (ou gayals) ; des cerfs cochons, des cerfs sambars et des cerfs muntjacs de Fea ; des saros de Sumatra ...
On peut aussi voir de très nombreuses chauves-souris dont l'hipposideros armiger dans la caverne du tigre et la kitti à nez de porc ...
En 1985, on y vit un groupe de 50 gaurs, le plus grand jamais vu en Thaïlande. On ne peut pas confirmer la présence de bantengs ou de buffles d'Asie, quoiqu'il y en ait dans le sanctuaire voisin, Huai Kha Khaeng. On y a vu en 1988 des traces du rhinocéros de Java.
Le complexe de la forêt de l'Ouest, constitué de 12 parcs nationaux et de 7 sanctuaires de faune abrite de 100 à 120 tigres dont près de 80 tigres dans les sanctuaires de faune de Thung Yai-Huai Kha Kaeng et les gardes forestiers protègent au péril de leur vie la nature contre les réseaux criminels de braconniers mais ils ne sont pas assez nombreux.
Le sanctuaire abrite aussi une multitude d'oiseaux : des canards à ailes blanches ; des faisans leucomèles, des éperonniers chinquis et des paons spicifères ; des pélicans à bec tacheté, des anhingas roux, des tantales indiens et des marabouts argala ; des vautours royaux, des aigles montagnards et des pygargues nains ...
La faune sauvage apprécie les nombreux petits lacs, mares et marécages omniprésents dans cette région, particulièrement lors de la  saison chaude et sèche.